# Berrogain-Laruns
Berrogain-Laruns è un comune francese di 111 abitanti situato nel dipartimento dei Pirenei Atlantici nella regione della Nuova Aquitania.

## Società

### Evoluzione demografica
Abitanti censiti